# Obligation perpétuelle
Une obligation perpétuelle est une obligation sans date de maturité : aucune échéance n'est donc donnée pour le remboursement du capital prêté. L'émetteur est tenu de payer annuellement le coupon obligataire.

## Histoire

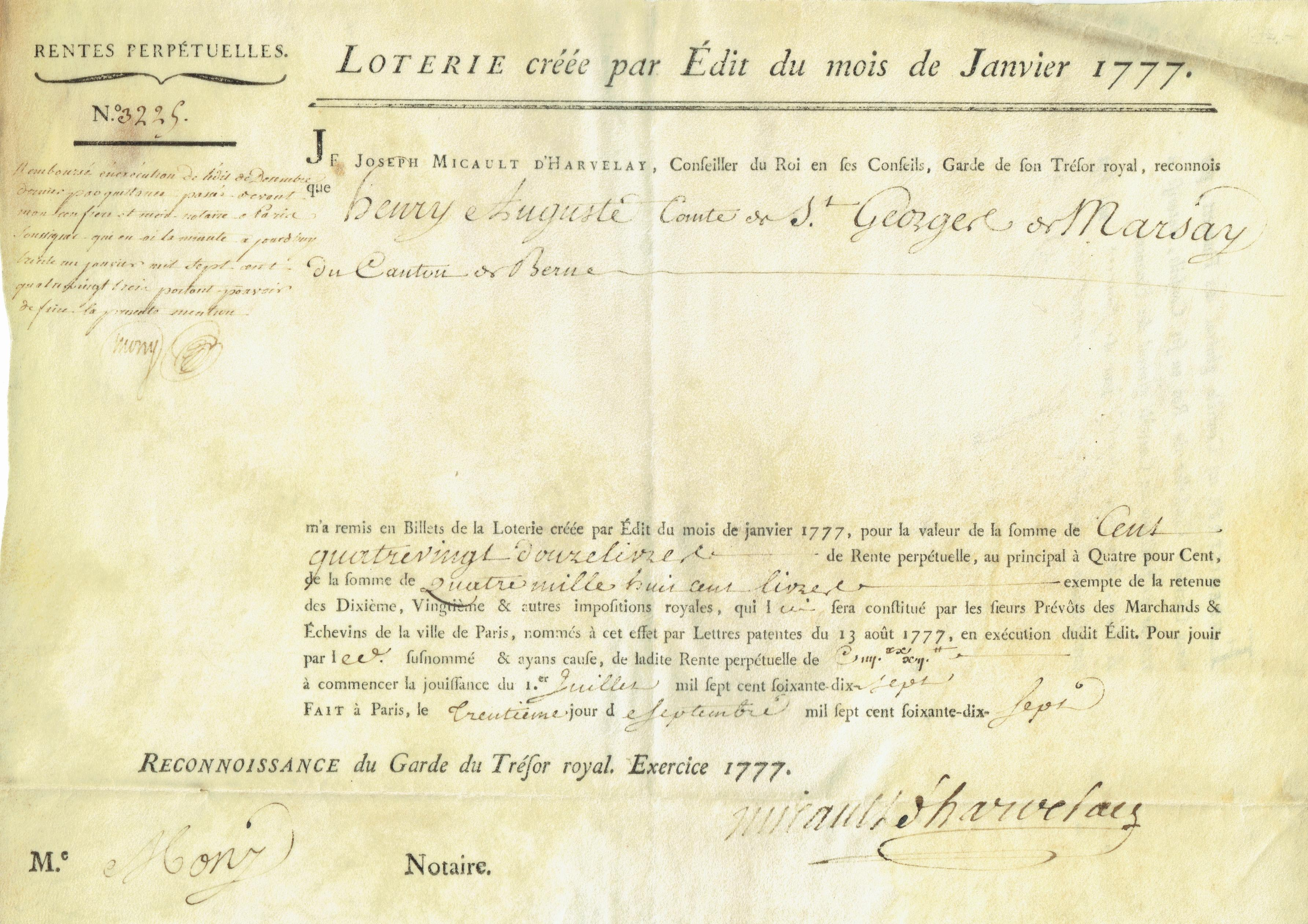
Une rente perpétuelle française de 1777.

En France, la rente apparut sous l'Ancien Régime à partir de la première émission d'emprunt sous cette forme par François Ier en 1522 par l'intermédiaire de la municipalité de Paris, puis réapparut à partir de la stabilisation financière après la Révolution française et dura jusqu'à la Troisième République. Très tôt, il a existé un marché des rentes, puisqu'il était possible de vendre son titre de rente en échange d'un capital, ou inversement de se constituer une rente en achetant un titre.
Des instruments identiques existaient dans les autres pays: le Royaume-Uni émit des consols à partir de 1722.
On a assisté progressivement au cours du XXe siècle à une disparition totale des emprunts perpétuels à cause du retour de l'inflation et de l'instabilité financière, dans une première phase lors de la Première Guerre mondiale, puis une seconde décisive à la suite de la grande dépression américaine et de ses conséquences économiques propagées aux autres continents. Elles ont eu en effet pour conséquences d'un côté la réduction à néant de la valeur de ceux émis précédemment du fait des vagues successives d'inflation, et de l'autre l'impossibilité pour l'ensemble des États d'obtenir une confiance suffisante de la part des investisseurs pour en émettre de nouveaux.

## Implications

### Politiques
La rente a un avantage politique, celui d'obliger le rentier à soutenir le gouvernement contre les alternatives qui menacent de supprimer les rentes, et c'est l'un des plus puissants motifs à l'introduction des pensions de retraite en Allemagne par Bismarck. Mais si le rentier perdait confiance, il vendait sa rente plutôt que de risquer de le perdre dans un soubresaut politique, et le prix baissait. C'était inquiétant pour les gouvernants et ils surveillaient cela comme le lait sur le feu : représentatif de la confiance accordée au gouvernement, au gré des événements économiques, politiques ou militaires, ce prix de la rente avait un impact direct sur les finances publiques. 

### Budgétaires
Les États perpétuellement nécessiteux et par conséquent perpétuellement émetteurs de dettes étaient obligés de suivre le prix du marché pour les nouvelles dettes, et donc, si celui-ci baissait, à donner plus de rente pour recueillir la même quantité d'argent, donc à gager plus de leurs futures recettes (fiscales).

## Renouveau
Cependant le succès obtenu par la majorité des pays industrialisés à la fin du XXe siècle pour contrôler de nouveau efficacement l'inflation, et prendre des engagements long terme crédibles à ce sujet, a conduit à la possibilité d'émettre de nouveau des emprunts à très long terme (30 ou 50 ans) presque équivalents à un emprunt perpétuel. De par le passé, le mécanisme qui assurait la stabilité de la monnaie et la possibilité d'emprunt perpétuels était son indexation sur l'or, ou autre métal précieux. Le mécanisme essentiel sur lequel s'appuie, à la place, la finance moderne pour obtenir une stabilité équivalente est l'interdiction pour les États d'imprimer de l'argent directement ainsi que de racheter leur propre dette et donc d'en manipuler les cours pour spolier leurs créanciers.
Lors de la crise de la dette publique grecque, il fut suggéré d'utiliser des rentes perpétuelles.
Lors de la Pandémie de Covid-19, George Soros suggéra de convertir en rentes perpétuelles une partie des dettes publiques.